# Jerry Fodor

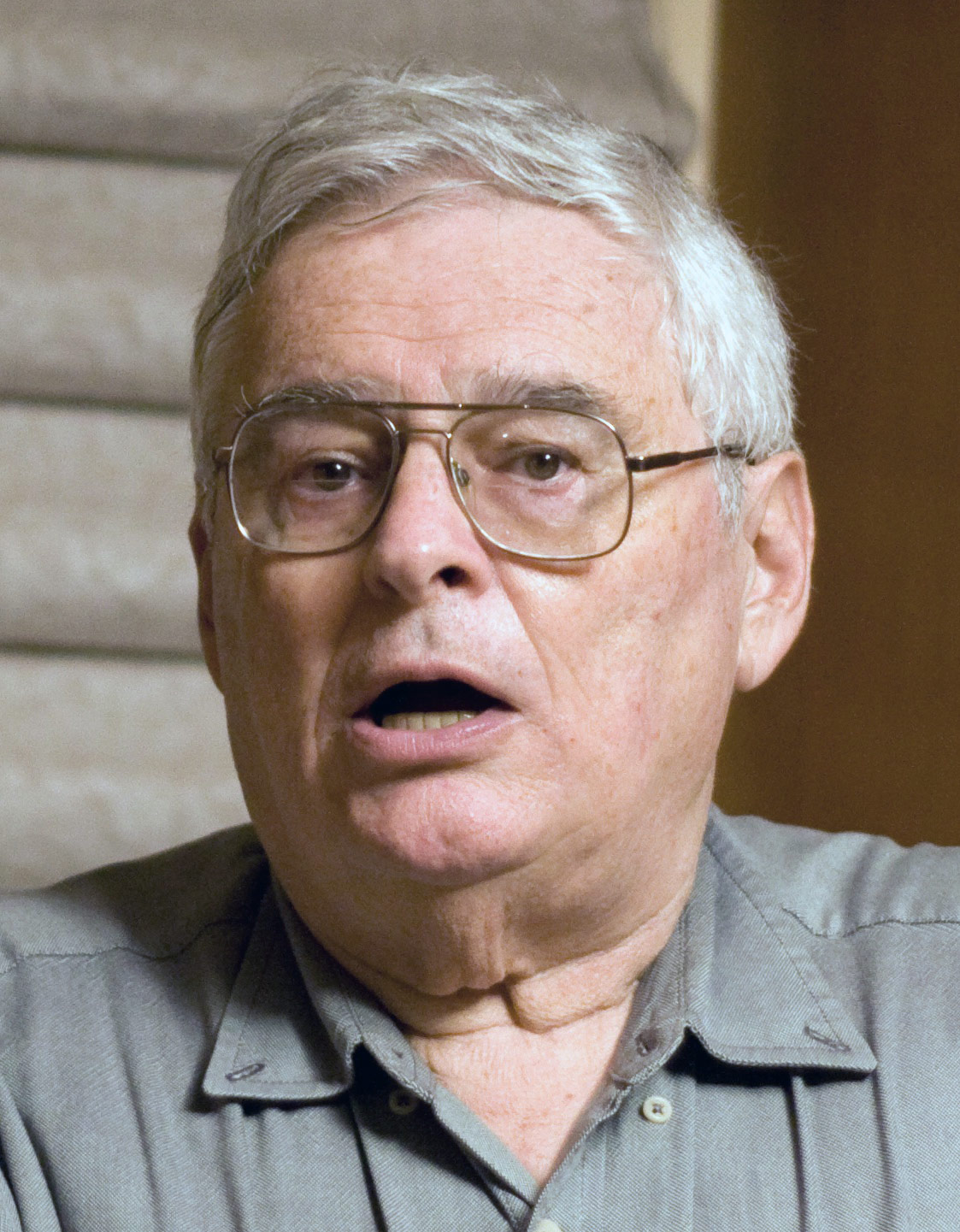
Jerry Fodor (2007)

Jerry Alan Fodor (* 22. April 1935 in New York City; † 29. November 2017 in Manhattan, New York City) war ein amerikanischer Philosoph und Kognitionswissenschaftler. Er lehrte an der Rutgers University in New Jersey.

## Leben
Fodor studierte von 1952 bis 1961 an der Columbia University, der Princeton University und der Oxford University. 1956 erhielt er seinen Bachelor mit summa cum laude an der Columbia University, wo er zusammen mit Sidney Morgenbesser studierte, 1960 erlangte er unter der Leitung von Hilary Putnam einen PhD in Philosophy an der Princeton University.
Von 1961 bis 1986 war er Professor für Philosophie am Massachusetts Institute of Technology. Von 1986 bis 1988 lehrte er am Graduate Center der City University of New York. Ab 1988 lehrte Fodor an der Rutgers University.
1987 wurde Fodor in die American Academy of Arts and Sciences gewählt, 1993 wurde er mit dem Jean-Nicod-Preis ausgezeichnet.
Fodor war mit der Linguistin Janet Dean Fodor (1942–2023) verheiratet.

## Lehre

### Die repräsentationale Theorie des Geistes

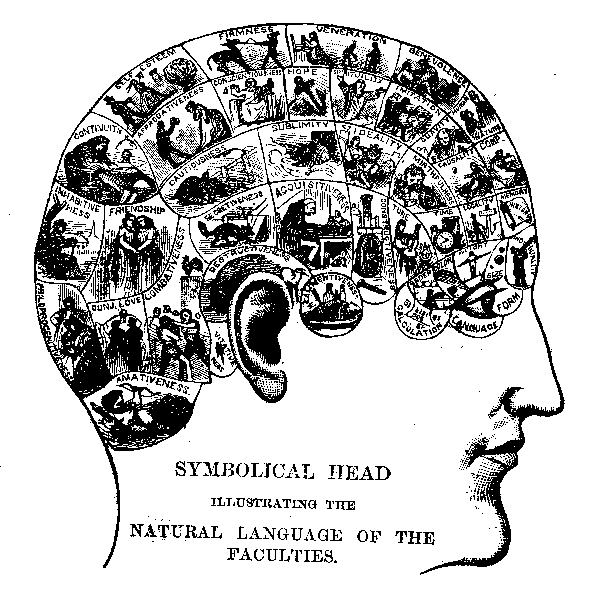
In der Phrenologie sieht Fodor einen Vorläufer seiner These der Modularität des Geistes

Fodor hat – unter Zuhilfenahme verschiedener Elemente aus der Philosophie des Geistes und den Kognitionswissenschaften – eine komplexe Theorie des Geistes entwickelt, die er selbst „repräsentational“ nennt. Ausgangspunkt dieser Theorie ist eine Analogie zum Computer: Computer haben nicht nur eine Hardwareebene, sondern auch eine Softwareebene. Obwohl die Software ontologisch abhängig ist, ist sie doch in dem Sinne unabhängig, dass man sie genau beschreiben kann, ohne ihre Implementierung zu kennen. Fodors These ist nun, dass sich Geist und Gehirn zueinander verhalten, wie Software und Hardware. Der Geist lässt sich durch die Kognitionswissenschaften auf einer abstrakten Ebene beschreiben, ohne dass dabei eine Beschreibung des Gehirns nötig wäre.
Zu Fodors repräsentationaler Theorie des Geistes gehört auch die Annahme einer Sprache des Geistes (language of thought): Der Geist arbeite mit mentalen Repräsentationen, die nach einer mentalen Syntax zu Gedanken zusammengesetzt werden. Fodor nennt die hypothetische Sprache des Geistes auch „Mentalesisch“ (mentalese).
An Fodors repräsentationaler Theorie des Geistes ist in den letzten Jahrzehnten viel Kritik geäußert worden. So wird argumentiert, dass mit dem Konnektionismus ein realistischeres Modell des Geistes entwickelt worden sei, das auf eine Trennung zwischen Software- und Hardwareebene verzichte: Künstliche neuronale Netze können kognitive Fähigkeiten simulieren, ohne dass sie explizite Repräsentationen oder eine Syntax haben. Fodor meinte hingegen, dass solche Systeme charakteristische Fähigkeiten des Menschen grundsätzlich nicht simulieren könnten.

### Intentionalität
Gedanken haben eine Eigenschaft, die sie in naturwissenschaftlichen Ansätzen schwer erklärbar machen: Ein Gedanke bezieht sich auf einen Sachverhalt und ist daher wahrheitswertfähig. Der Gedanke, dass Herodot ein Historiker war, bezieht sich etwa auf den Sachverhalt, dass Herodot ein Historiker war und ist wahr. In der Philosophie wird diese Eigenschaft von Gedanken "Intentionalität" genannt. Sie erscheint als problematisch, weil gar nicht klar ist, wie sich ein neuronaler Prozess auf einen Sachverhalt beziehen kann. Folglich ist auch nicht klar, wie ein neuronaler Prozess wahr oder falsch sein kann. Neuronale Prozesse scheinen doch einfach nur nach Naturgesetzen zu „geschehen“.
Fodor versucht nun die Intentionalität – und damit Bezugnahme und Wahrheitswertfähigkeit – durch eine kausale Beziehung zu erklären. Wird ein Zustand X immer von Ys verursacht, so repräsentiert X auch Y. Damit bezieht sich X auf Y. Wird X allerdings von einem Z verursacht, das kein Y ist, so haben wir es mit einer Fehlrepräsentation zu tun und X ist falsch.

### Modularität
Mit der These der Modularität des Geistes (modularity of mind) hat Fodor einen Beitrag zur konkreten kognitionswissenschaftlichen Forschung geleistet. Fodor geht von einer modularen Struktur des Geistes aus, worunter er nicht nur die Zuordnung von geistigen Fähigkeiten zu abgrenzbaren neuronalen Strukturen versteht. Vielmehr geht er davon aus, dass sich auf einer abstrakten Ebene einzelne relativ unabhängige Systeme beschreiben lassen.
Diese Systeme – die Module – sind nach Fodor durch eine Reihe von Merkmalen gekennzeichnet. Sie sollen jeweils auf einen spezifischen Input zugeschnitten sein, untereinander nicht oder wenig interagieren und nicht der bewussten Kontrolle unterstehen. Dafür sollen die Module schnell und parallel arbeiten. Fodor geht zudem davon aus, dass die Module in abgrenzbaren Regionen des Gehirns lokalisiert sind.
Fodor sieht seine Modularitätsthese auch in der Tradition der Phrenologie. Während jedoch die Phrenologie sich nicht durchsetzen konnte und zunehmend eine Pseudowissenschaft wurde, wird heute sehr erfolgreich mit der Modularitätsthese gearbeitet. So wird etwa in der Neuro- und Patholinguistik nach einzelnen Modulen gesucht. Die Annahme ist, dass Module als autonome Systeme unabhängig voneinander gestört sein können. Findet man, dass zwei Fähigkeiten a und b unabhängig voneinander ausfallen können, so kann man davon ausgehen, dass diese Fähigkeiten zum Teil auf der Arbeit von verschiedenen Modulen basieren.

### Evolution
2010 veröffentlichte Fodor zusammen mit Massimo Piattelli-Palmarini das Buch What Darwin Got Wrong, in dem das Prinzip der Natürlichen Selektion als Mechanismus der Evolution in Frage gestellt wird. Mit einer Weiterentwicklung des Spandrel-Konzeptes argumentierend, kommen die Autoren zum Schluss, dass Darwins Theorie der Natürlichen Selektion „leer“ sei. In der folgenden öffentlichen Debatte wurden die kontroversen Thesen besonders von Evolutionsbiologen scharf kritisiert, es gab aber auch positive Reaktionen, etwa von der Philosophin Mary Midgley.

## Jerry Fodor und Noam Chomsky
Jerry Fodor und Noam Chomsky haben ihre Vorstellungen vom Zusammenhang zwischen Sprache und Denken und den Prozessen beim Spracherwerb in gegenseitiger Beeinflussung entwickelt.

### Semantische Theorie und Transformationsgrammatik
Als Ergänzung zu Chomskys früher Version der generativen Transformationsgrammatik entwarf Fodor zusammen mit dem Linguisten Jerrold Katz eine semantische Theorie.
Chomskys „Syntactic-Structures“-Version analysiert zwar die grammatikalischen Kategorien und Relationen des Satzes, bezieht jedoch nicht die Wortbedeutung mit ein. Das wurde in der wissenschaftlichen Diskussion kritisiert. Als Reaktion darauf entwickelten Katz und Fodor die Theorie der semantischen Komponente. Dieses Modell integrierte Chomsky in seine neue Fassung der TG, die Standardtheorie.
Grundlage dieses Konzepts sind Fodors sprachphilosophische und kognitionswissenschaftliche Ansichten: Er geht von dem Bezug eines Gedankens auf einen Sachverhalt (intentional attitudes) aus und nimmt an, dass das System der Sprache und der Logik in gleicher Weise auf das Denken zutrifft. Erstens lasse sich nämlich durch kausale Abfolgen überprüfen, ob der objektive Sinngehalt, der propositionale Kern der Aussage, entweder wahr oder falsch ist. Zweitens treffe die kombinatorische Struktur der Sprache auch auf das Denken zu und folglich könne man eine Sprache des Denkens annehmen. Im Unterschied zu pragmatischen Ansätzen ist in Fodors Untersuchungsfeld nicht der Sprachgebrauch der Ausgangspunkt, sondern die formallogische Struktur der Begriffe im menschlichen Bewusstsein. Daraus folgt, dass ein Ausdruck seine Bedeutung erst im Zusammenhang mit dem mentalen Apparat erhält.
Für die Erarbeitung ihrer Semantischen Interpretation, die eine Modellierung der Ableitungsregeln für die Spracherzeugung zum Ziel hat, beziehen sich Fodor/Katz auf Chomskys Theorie der TG. Entsprechend der Sprache hat das System des Geistes – als kognitiver Apparat – die Fähigkeiten der Produktivität bzw. Kreativität sowie der Kompositionalität: Der Mensch kann aus den vorgegebenen Bausteinen „Oliver“ „liebt“ „Laura“ Sätze bilden mit verschiedenen Subjekten und Objekten. Das setzt voraus, dass die Wortketten in ihre Bestandteile zerlegbar (dekomponierbar) sind. Der Regelapparat orientiert sich – sowohl in den frühen Modellen der Transformationsgrammatik Chomskys als auch in der Interpretativen Semantik – an der Syntax.
Wie Chomsky (in den ersten Versionen der TG) ist Fodor der Auffassung, dass das menschliche Gehirn ähnlich arbeitet wie ein Computer und dass die Prozesse in mathematischen Formeln notierbar sind. So kann man versuchen, durch kausale Abfolgen und Regeln diese Sprache – und damit den Prozess der Spracherzeugung und des Verstehens – nachzubilden und eine Universalsprache zu modellieren. Dabei werden – in der Informatik verwendete – mathematische Symbole der Graphentheorie in Verbindung mit Algorithmen eingesetzt. Chomsky verzichtete allerdings – nach Kritik bezüglich der Eignung für die Modellierbarkeit kognitiver Prozesse – in seinen späteren Grammatiktheorien wie „Government and Binding“ (GB, 1981) und „Minimalistisches Programm“ (MP, 1992) auf eine mathematische Formalisierung.

### Chomskys und Fodors Vorstellungen der angeborenen Modularität des Geistes
In ihren Auseinandersetzungen mit der behavioristischen Interpretation geistiger Prozesse – wie des Lernens – vertreten Chomsky und Fodor eine nativistische Vorstellung, d. h., dass viele kognitive Funktionen und Begriffe angeboren sind, so auch die Fähigkeit, eine Sprache zu erlernen. Diese geistigen Strukturen werden durch Module im Gehirn organisiert. Eines dieser spezialisierten Subsysteme, welches die Universalsprache enthält und den Spracherwerbmechanismus steuert, nennt Chomsky „Language Acquisition Device“ (LAD). Fodor ordnet die Sprachzentren einzelnen abgegrenzten Gehirnregionen (Phrenologie) zu, die nur begrenzt miteinander kooperieren und deren neuronale Vernetzungen nach einem computerähnlichen Prinzip mit Input und Output arbeiten. Konnektivistische Modelle lehnt er ab.
Chomsky kritisierte bereits 1959 die behavioristische Lernpsychologie, die mit dem Reiz-Reaktions-Muster das Verhalten der Lebewesen erklärt, die verursachenden geistigen Mechanismen jedoch kaum untersucht. Auch das Phänomen „Sprache“ wird als sprachliches „Verhalten“ verstanden und das Erlernen funktioniert nach dem Prinzip der Verstärkung und kann – ähnlich der Dressur eines Tieres – gelenkt werden: Die erfolgreiche Anwendung (Erfolgserlebnis = Belohnung) der Wörter und Sätze steigert das natürliche Lernverhalten des Kindes (operative Konditionierung). Mit den behavioristischen Prinzipien, dass allein Interaktionen mit der Umwelt und die biologischen Verstärker für den Spracherwerb von Bedeutung sind, wurden zahlreiche Sprachprogramme entwickelt. Deren Autoren bestreiten Chomskys und Fodors These, die sprachspezifischen kognitiven Regelapparate seien angeboren.
Chomsky interessierte sich in seiner Forschung – im Gegensatz zu den Behavioristen – für die im Gehirn ablaufenden Prozesse. Seine aus der cartesianischen Linguistik resultierende Leitidee ist, dass die Natur dem hypothetischen Spielraum des Kinds beim Erlernen seiner Muttersprache enge Grenzen setzt. Folglich sieht er – wie Fodor – den Spracherwerb im Prinzip als einen vorprogrammiert ablaufenden Vorgang an, der mit dem 5. Lebensjahr im Wesentlichen abgeschlossen ist. Chomsky stellt sich diesen Prozess wie einen Menüplan mit Wahlmöglichkeiten vor: Das menschliche Gehirn ist ausgestattet mit einem Satz von Auswahlmöglichkeiten. Das Kind wählt die richtige Lösung, indem es die Sprache der Eltern – in Verbindung mit der Situation – als Maßstab benutzt.
Um seine Hypothese der angeborenen Begriffe zu stützen, erweitert Fodor Chomskys Kritik am „language learning“ um Aspekte des Denkens. Er setzt sich mit Chomsky-Kritikern auseinander, welche die Unverträglichkeit zwischen LAD und der evolutionären Entwicklung betonen. Diese sieht eine stufenweise Anpassung des menschlichen Gehirns vor und kein plötzliches Auftauchen eines kompletten Satzes dualer Parameter, die das ganze Spektrum der Grammatikmöglichkeiten modellieren. Fodor dagegen bemängelt auf der Grundlage von LOT an den Sprach-Programmen, die sich an der Evolutionstheorie orientierten, deren Auffassung einer schrittweisen Aneignung der Begriffe auf getrennten unterschiedlichen Schwierigkeitsniveaus. Seine kognitionswissenschaftliche Argumentation greift die Problematik der Entwicklungssprünge auf: Die Idee der Hierarchie ist nur gerechtfertigt, wenn ein Kind auf der ersten Stufe dieses Prozesses einen Begriff der zweiten lernen muss, der nicht mit irgendeinem der ersten Stufe übereinstimmt, sonst gäbe es keinen Unterschied zwischen beiden Stufen. Ein Kind kann sich jedoch nicht Begriffe der zweiten Stufe vorstellen, wenn es nicht mit den Begriffen der ersten Stufe vertraut ist. In diesem Fall müssten sich die Begriffe der höheren auf solche der niederen Stufe zurückführen lassen, d. h. zur Begriffserweiterung sind Projektionen und Festigungen zwischen beiden Teilbereichen Voraussetzung. Fodor fasst seine Bewertung des Modells zusammen: Im ersten Fall gibt es keinen Unterschied zwischen den Stufen und ein wirkliches Lernen findet nicht statt. Im zweiten Fall kann das Kind die Begriffe der höheren Stufe nicht erfassen, weil sie keinen Bezug zum bisher Gelernten haben. Er folgert aus dieser Argumentation, dass Begriffe angeboren sein müssen, um Lernen zu ermöglichen. Fodor demonstriert die Funktionsweise seiner Hypothese am Beispiel „AIRPLANE“ (Die Großschreibung der abstrakten Begriffe dient der Unterscheidung von „Entitäten“ wie konkreten Gegenständen, Eigenschaften, Namen usw.), für dessen Verständnis recht komplexe Terme Voraussetzung seien, die bereits bei der Geburt im Sprachzentrum vorhanden sind, wie „FLYING“ und „MACHINE“. Ähnlich wie Chomsky sieht er nur Sprachprogramme als sinnvoll an, welche die Rahmenbedingungen der menschlichen Biologie berücksichtigen.

### Kritik
→ Jerrold Katz#Diskussion
→ The Linguistics Wars - Lakoff gegen Chomsky
→ Francisco Varela: Der Baum der Erkenntnis
Chomskys und v. a. Fodors Theorien der angeborenen Sprachstrukturen wurden seit ihren Veröffentlichungen wegen ihrer sozial- und bildungspolitischen Brisanz intensiv diskutiert. Beide Autoren und ihre Anhänger griffen immer wieder in die Auseinandersetzungen ein.
In den letzten Jahren dominierte in der öffentlichen Kontroverse über ererbtes oder in der Sozialisation entwickeltes Sprachvermögen jedoch eine Mehrheitsmeinung, die einen gewissen Kompromiss darstellt: Es gibt einen Konsens, dass die Sprache sich durch ihre Anwendung im sozialen Umfeld des Kindes entwickelt, indem Lernmechanismen genutzt werden, die Teil eines allgemeinen angeborenen Apparates der Sprach-lern-fähigkeit sind.